# 乌尔祖莱
乌尔祖莱（義大利語：Urzulei），是意大利撒丁大区努奥罗省的一个市镇。总面积129.92平方公里，人口1330人，人口密度10.2人/平方公里（2009年）。ISTAT代码为105021。